# 曼菲德·克萊恩斯
曼菲德·艾德華·克萊恩斯（英語：Manfred Edward Clynes，1925年8月14日—2020年1月19日）是一位出生於奧地利維也納的科學家、發明家與音樂家，他因對音樂創新的發現與闡釋，以及對生物系統與神經生理學方面的研究的貢獻而聞名於世。